# Blås gåta
Blås gåta (engelska: Blue's Clues) är en datoranimerad serie som sändes i Nick Jr. med premiär 1996. Serien är skapad av 	
Traci Paige Johnson, Todd Kessler och Angela Santomero.

## Handling
Steve och Blå studsar från en värld till en annan genom magiska dörröppningar. De tar med tittarna på en spännande och fantasifull upptäcktsresa tills Steve kommer tillbaka till sitt vardagsrum. Där sätter han sig i sin tänkarstol och försöker lösa gåtan med hjälp av Blås tre ledtrådar.